# Cuerpo (anatomía)

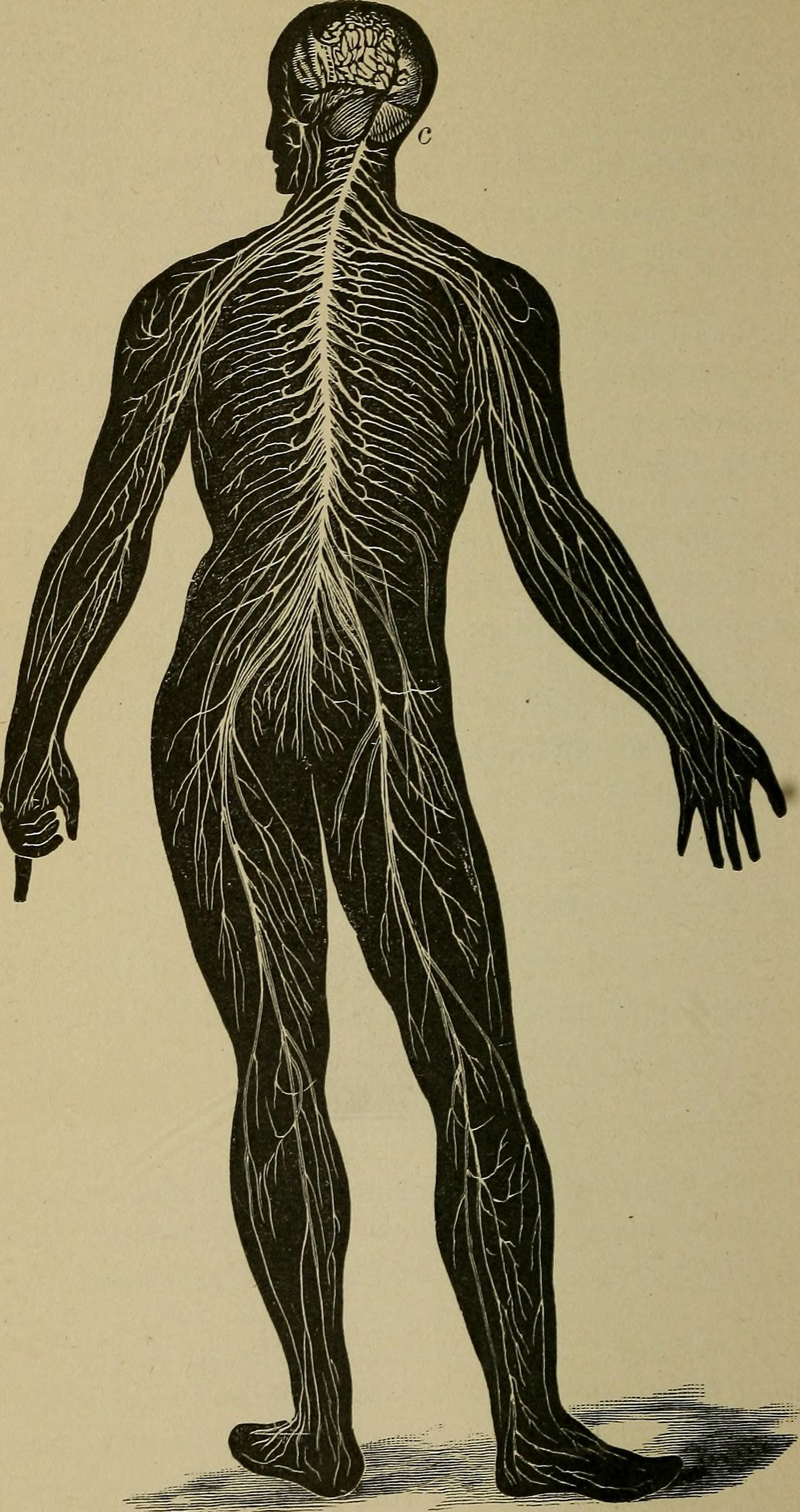
El cuerpo humano y la salud: un libro de texto elemental de anatomía esencial, fisiología aplicada e higiene práctica para las escuelas.

En seres vivos, un cuerpo es la parte física de un ser. En el caso de los humanos, especialmente, ha estado asociada a lo largo de los siglos con el alma, personalidad y comportamiento. En ciertos contextos, una parte superficial del cuerpo, como el cabello, puede no ser considerado parte de él, incluso cuando se encuentra adjunto. Lo mismo es válido para sustancias excretables. En general se considera que una planta no posee un cuerpo.
La palabra "cuerpo" en diversas ocasiones es utilizada en conexión con la apariencia, la salud y la muerte. El cuerpo de una persona muerta es llamado cadáver.
De manera elemental se dice que el cuerpo humano se compone de cabeza, tronco y extremidades. En realidad el cuerpo humano es mucho más complejo dado que en dicha categorización no se incluyen los órganos internos del mismo.
El estudio del comportamiento del cuerpo es conocido como anatomía.
La anatomía se relaciona con biología porque se relaciona con la naturaleza y los seres vivos.
La rama de la biología que se ocupa del estudio de los cuerpos y sus características estructurales específicas llamada morfología. Anatomía es una rama de la morfología que se ocupa de la estructura del cuerpo a un nivel superior al de los tejidos. La anatomía está estrechamente relacionada con la histología, que estudia la estructura de los tejidos, así como con la citología, que estudia la estructura y función de las células individuales, a partir de las cuales se construyen los tejidos y órganos del macroorganismo estudiado. En conjunto, la anatomía, la histología, la citología y la embriología representan una morfología.
El estudio de la funciones y del mecanismos en un organismo es la fisiología.